# Blockführer
No confundir con blockältester o blockleiter.

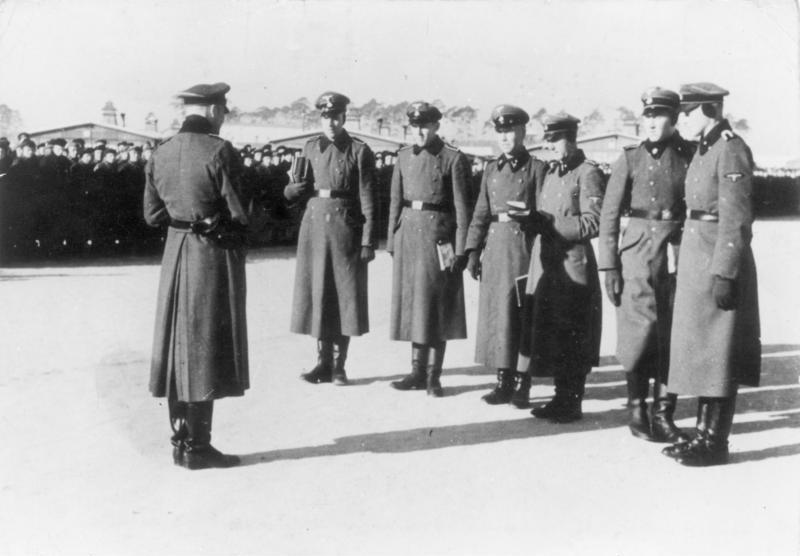
Un rapportführer con seis blockführer durante un pase de lista en el campo de concentración de Sachsenhausen, 1936.

Blockführer (líder de bloque) era un título militar específico de las unidades SS-Totenkompfverbände en los campos de concentración. Un blockführer estaba típicamente a cargo de un bloque de prisioneros que oscilaba entre doscientas y trescientas personas dentro del campo de concentración; en los campos más grandes, este número podría llegar a 1000. El blockführer estaba a cargo de la asistencia diaria, supervisaba los detalles del trabajo diario y distribuía las raciones a los prisioneros. En este caso tenían la ayuda de varios prisioneros colaboradores, conocidos como kapos. El puesto de blockführer generalmente lo ocupaba un miembro de las SS con rango de unterscharführer o scharführer.
En los campos de exterminio nacionalsocialistas, la tarea de gasear a los prisioneros con Zyklon B era realizada por un blockführer.
Un título similar, conocido como blockleiter, también existía dentro de la organización y jerarquías del Partido Nacionalsocialista.